# Max Irons

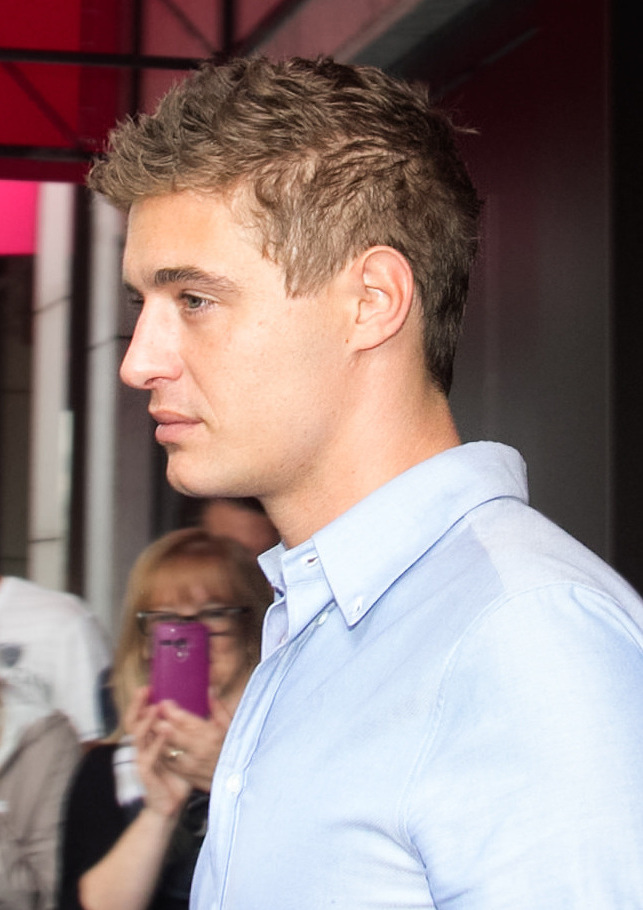
Max Irons auf dem Toronto International Film Festival 2014

Maximilian Paul Diarmuid Irons (* 17. Oktober 1985 in London, England) ist ein britischer Schauspieler und Model.

## Leben
Irons ist der Sohn der Schauspieler Jeremy Irons und Sinéad Cusack. Sein Bruder Samuel (* 1978) ist ebenfalls Schauspieler. Sein Halbbruder ist der irische Politiker Richard Boyd Barrett (* 1968). Er ist der Enkel des Schauspielers Cyril Cusack und seiner Frau Maureen Cusack sowie der Neffe von Sorcha Cusack. 
Er besuchte Internate in Oxford und Dorset (Bryanston School) sowie kurzzeitig eine Schule in Simbabwe. Obwohl seine Eltern ihm von einer Schauspielkarriere abrieten, studierte Irons an der Guildhall School of Music and Drama. Dort machte er im Sommer 2008 seinen Abschluss.
Von 2011 bis 2012 war er mit der Schauspielerin Emily Browning liiert.

## Karriere
2006 fotografierte der Fotograf Mario Testino Irons auf der Straße und buchte ihn daraufhin für eine Burberry-Kampagne an der Seite von Topmodel Kate Moss. Als Model arbeitete er bereits für Burberry und Mango.
Seine Schauspielkarriere begann in dem Spielfilm Being Julia. Aufmerksamkeit erlangte er durch Rollen in Das Bildnis des Dorian Gray und Red Riding Hood – Unter dem Wolfsmond. Sein internationaler Durchbruch gelang ihm mit der Rolle des Jared Howe in dem Film Seelen, der auf dem gleichnamigen Roman von Stephenie Meyer basiert.
Im September 2012 erhielt er die Hauptrolle in der Starz-Fernsehserie The White Queen als Edward IV.
Irons verkörperte 2014 die Hauptrolle des Miles Richards in The Riot Club. 2015 erschien der Film Die Frau in Gold, in dem er an der Seite von Oscarpreisträgerin Helen Mirren, Ryan Reynolds und Daniel Brühl zu sehen war.

## Filmografie
- 2004: Being Julia
- 2009: Unrequited Love (Kurzfilm)
- 2009: Das Bildnis des Dorian Gray (The Picture of Dorian Gray)
- 2009: The Runaway (Fernsehserie, 2 Folgen)
- 2011: Red Riding Hood – Unter dem Wolfsmond (Red Riding Hood)
- 2013: Seelen (The Host)
- 2013: The White Queen (Fernsehserie, 9 Folgen)
- 2014: The Riot Club
- 2015: Die Frau in Gold (Woman in Gold)
- 2017: Holodomor – Bittere Ernte (Bitter Harvest)
- 2017: Die Frau des Nobelpreisträgers (The Wife)
- 2017: Das krumme Haus (Crooked House)
- 2018: Die Libelle (Miniserie)
- 2018: Terminal – Rache war nie schöner (Terminal)
- 2018–2020: Condor (Fernsehserie, 20 Folgen)
- 2025: Miss Austen (Miniserie)